# 鄧迪鎮區 (伊利諾伊州凱恩縣)
鄧迪鎮區（英語：Dundee Township）是位於美國伊利諾伊州凱恩縣的一個行政鎮區。

## 地方資料
根據2010年美國人口普查的數據，鄧迪鎮區的面積為93.10平方千米，當中陸地面積為90.70平方千米，而水域面積為2.40平方千米。當地共有人口65763人，而人口密度為每平方千米706.37人。